# Sami Loris
Sami Loris, auch Sami Loris Hajjaj, (* 1978 in Locarno) ist ein Schweizer Schauspieler.

## Leben
Sami Loris, in der Schweiz geboren, wuchs mit Deutsch und Italienisch als Muttersprache in Deutschland auf. Von 2000 bis 2004 erhielt er, u. a. bei István Szabó, seine Schauspielausbildung am Max Reinhardt Seminar in Wien, wo er mit dem Schauspieldiplom abschloss. Während seines Studiums hatte er erste Theaterauftritte im Schlosstheater Schönbrunn und beim Theater der Jugend in Wien. Neben seiner hauptsächlichen Film- und Fernsehtätigkeit spielte Loris auch später immer wieder Theater.
Zur Spielzeiteröffnung 2008/09 trat er im September/Oktober 2008 bei den Vereinigten Bühnen Bozen, an der Seite von Gerti Drassl als Susanna, als Figaro in Peter Turrinis Stück Der tollste Tag (frei nach Motiven von Beaumarchais) auf. Beim Theatersommer Haag gastierte er 2009 als Le Bret in Cyrano de Bergerac. In der Spielzeit 2009/10 trat er, neben Gerti Drassl und Wolfgang Böck, am Theater Walfischgasse in Wien in der Uraufführung der Neufassung von Peter Turrinis Erfolgsstück Die Liebe in Madagaskar auf. 2011 gastierte er erneut beim Theatersommer Haag, diesmal als Demetrius in der Shakespeare-Komödie Ein Sommernachtstraum. 2015 spielte er an den Vereinigten Bühnen Bozen neben Gerti Drassl und Krista Posch in der Uraufführung der Bühnenfassung von Sabine Grubers Roman Stillbach oder Die Sehnsucht.
Sami Loris war seit 2005 in vielen Film- und Fernsehproduktionen zu sehen. Seine Filmarbeit begann mit der Mitwirkung in Kurzfilmen; es folgten teilweise winzige Nebenrollen in erfolgreichen Kinofilmen, u. a. im Wachowski-Film Speed Racer (2008; als italienischer Ansager) und in Til Schweigers Kinoerfolg Zweiorhküken (2009; als Kellner am Nebentisch). Seine erste Kinohauptrolle hatte er als Nachwuchsmusiker Norman in der in englischer Sprache gedrehten Komödie Must Love Death (2009; Regie: Andreas Schaap). In dem österreichischen Film Die Vaterlosen (2011) von Marie Kreutzer, der auf der Berlinale 2011 uraufgeführt wurde und im April 2011 in die Kinos kam, spielte er Miguel, der erfährt, dass seine Freundin in einer Abtreibungsklinik war.
In Lars von Triers Filmdrama Nymphomaniac (2013) hatte er eine Nebenrolle als Gynäkologe, der Joes (Charlotte Gainsbourg) Schwangerschaft feststellt. In dem österreichischen Spielfilm Vals (2014) spielte Loris einen italienischen Flüchtling, der während der Kriegswirren ins Valsertal kommt. In dem österreichischen Spielfilm Gruber geht (2015; Regie: Marie Kreutzer) hatte er an der Seite von Manuel Rubey eine Nebenrolle; er spielte Henry, der Bob Dylan zitiert und den an Krebs im Endstadium erkrankten Protagonisten, den er im Fitness-Studio kennenlernt, auf einen Drink einlädt.
In dem 90-min. SOKO-Leipzig-Special Terminal A (Erstausstrahlung: Januar 2010) war er in seiner ersten Fernsehhauptrolle zu sehen; er spielte Robert Jennings, einen früher in Afghanistan stationierten und mittlerweile desertierten US-Soldaten, der von der US-Military Police verfolgt wird. In dem Fernsehfilm Utta Danella – Wer küsst den Doc? (Erstausstrahlung: April 2013) spielte er den Verlobten Roberto, den zukünftigen Schwiegersohn der männlichen Hauptfigur, einem Zahnarzt in Bayern (Peter Sattmann). In der Fernsehserie Mordshunger – Verbrechen und andere Delikatessen (2013) hatte er eine durchgehende Seriennebenrolle als Spurensicherer Arri Özer. In der internationalen Fernsehserie Borgia (2014) spielte er die kleine Rolle des Kardinals Galeotto Franciotti della Rovere.
Er hatte ausserdem Episodenrollen in der Fernsehserien Der Winzerkönig (2010), SOKO Köln (2012; als verheirateter Pastor und Liebhaber), SOKO Kitzbühel (2015; als Flugingenieur Kevin Simma) und SOKO Donau (2016; als Vater eines verschwundenen 15-jährigen Mädchens). Im Februar 2017 war Loris in der ZDF-Serie SOKO Wismar in einer Episodenhauptrolle zu sehen; er spielte Marius Osterholz, einen Schweriner Architekturprofessor, der versucht, auf illegalem Weg mit einer Leihmutterschaft seinen Kinderwunsch zu erfüllen. Im März 2017 war er in der ZDF-Serie Die Spezialisten – Im Namen der Opfer in einer Episodenrolle als Berliner Modedesigner Marc Bäumer zu sehen. In der 6. Staffel der TV-Serie In aller Freundschaft – Die jungen Ärzte (2020) übernahm er eine der Episodenhauptrollen als Arbeitskollege einer ungewollt kinderlosen Patientin. In dem TV-Film Ein Sommer in Südtirol, der im September 2021 im Rahmen der „ZDF-Sonntagsfilmreihe“ erstausgestrahlt wurde, spielte er die männliche Hauptrolle, den italienischen Arzt Marco Antonelli, der sich in eine junge Südtiroler Kellermeisterin verliebt.
Sami Loris, der neben der Schweizer Staatsbürgerschaft auch die deutsche Staatsangehörigkeit besitzt, lebt in Wien.

## Filmografie (Auswahl)
- 2005: Sen – Das verlorene Licht (Kurzfilm)
- 2006: Fango – Die Bestie (Kurzfilm)
- 2006: Die Ohrfeige (Fernsehfilm)
- 2008: Die Wand ist abgerissen (Kurzfilm)
- 2008: Speed Racer (Kinofilm)
- 2009: Must Love Death (Kinofilm)
- 2009: Zweiohrküken (Kinofilm)
- 2010: SOKO Leipzig – Terminal A (Fernsehserie)
- 2010: Der Winzerkönig – Die Reise (Fernsehserie)
- 2011: Die Vaterlosen (Kinofilm)
- 2011: Mein bester Feind (Kinofilm)
- 2012: Abgestempelt (Kurzfilm)
- 2012: SOKO Köln – Zahn um Zahn (Fernsehserie)
- 2013: Utta Danella – Wer küsst den Doc? (Fernsehreihe)
- 2013: Tatort: Angezählt (Fernsehreihe)
- 2013: Frauen, die Geschichte machten (Fernseh-Dokuserie)
- 2013: Nymphomaniac (Kinofilm)
- 2013: Mordshunger – Verbrechen und andere Delikatessen (Fernsehserie; Seriennebenrolle)
- 2014: Borgia (Fernsehserie; Seriennebenrolle)
- 2014: Vals (Kinofilm)
- 2015: Gruber geht (Kinofilm)
- 2015: SOKO Kitzbühel – Fliegende Augen (Fernsehserie)
- 2015: Der Damm (Kurzfilm)
- 2015: Jack (Kinofilm)
- 2016: SOKO Donau – Ausgeklinkt (Fernsehserie)
- 2017: SOKO Wismar – Eisbärchen (Fernsehserie)
- 2017: Die Spezialisten – Im Namen der Opfer – Meine Prinzessin (Fernsehserie)
- 2018: Ein wilder Sommer – Die Wachausaga (Kinofilm)
- 2020: Der Staatsanwalt – Hochzeit in Rot (Fernsehserie)
- 2020: In aller Freundschaft – Die jungen Ärzte – Geplatzte Träume (Fernsehserie)
- 2021: Im Netz der Camorra (Fernsehfilm)
- 2021: Ein Sommer in Südtirol
- 2023: Marie Brand und die Ehrenfrauen (Fernsehreihe)
- 2024: Morden im Norden – Vergiftet (Fernsehserie)
- 2024: Gina (Kinofilm)
- 2024: Landkrimi – Schnee von gestern (Fernsehreihe)
- 2024: Elfi (Kinofilm)
- 2025: Alpentod – Ein Bergland-Krimi: Alte Wunden (Fernsehreihe)
- 2025: Alpentod – Ein Bergland-Krimi: Gemeinsame Ziele (Fernsehreihe)